# Fundación Iberê Camargo

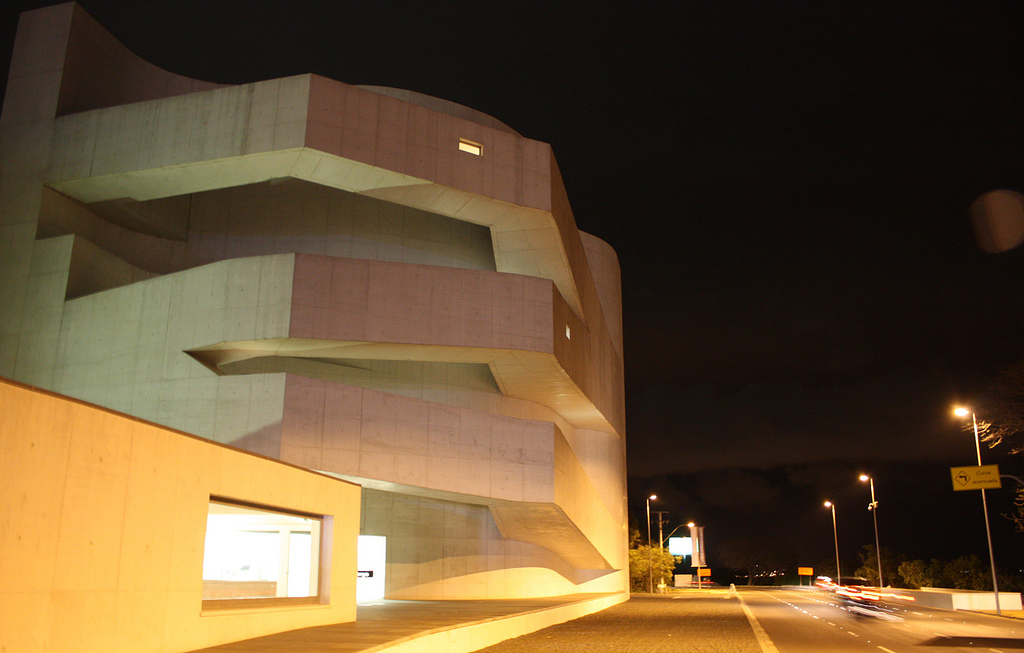
El museo de la Fundación.

La Fundación Iberê Camargo es una institución cultural con sede en Porto Alegre, dedicada a preservar y difundir la obra de pintor brasileño Iberê Camargo (1914-1994).
Fundada en 1995, un año después de la muerte del artista, no sólo tiene como objetivo hacer que el público conozca el arte de Camargo, sino también estimular una reflexión sobre la producción artística contemporánea, a través de exposiciones, cursos, seminarios y reuniones.
El edificio de la sede y el museo de la Fundación Iberê Camargo en Porto Alegre, fue diseñado por el arquitecto portugués Álvaro Siza, ganador del Premio Pritzker en 1992. Antes de su inauguración en mayo de 2008, la fundación operaba en la casa del fallecido artista, también en Porto Alegre. El nuevo edificio está situado en el barrio de Cristal a las orillas del río Guaíba.
El presidente de honor de Iberê Camargo es su viuda, María Coussirat Camaro.